# Chantonnay
Chantonnay è un comune francese di 8 533 abitanti situato nel dipartimento della Vandea nella regione dei Paesi della Loira.
Nel 1964 si fusero con Chantonnay i comuni soppressi di Puybelliard e di Saint-Mars-des-Prés; nel 1972 quello di Saint-Philbert-du-Pont-Charrault.

## Società

### Evoluzione demografica
Abitanti censiti